# Bandingui
Bandingui est une commune rurale située dans le département de Fada N'Gourma de la province du Gourma dans la région de l'Est au Burkina Faso.

## Géographie
Bandingui est situé à 35 km à l'Est de Fada N'Gourma, chef-lieu du département, de la province et capitale de la région, et à 12 km à l'Est de Namoungou. La commune est à 3,5 km au Nord de la route nationale 4.

## Santé et éducation
Les centres de soins les plus proches de Bandingui sont les centres de santé et de promotion sociale (CSPS) de Namoungou.